# 1837 Osita
Osita (asteróide 1837) é um asteróide da cintura principal, a 2,0158138 UA. Possui uma excentricidade de 0,0861147 e um período orbital de 1 196,54 dias (3,28 anos).
Osita tem uma velocidade orbital média de 20,0545706 km/s e uma inclinação de 3,84335º.
Esse asteróide foi descoberto em 16 de Agosto de 1971 por James Gibson.